# Pseudupeneus maculatus
Pseudupeneus maculatus là một loài cá biển thuộc chi Pseudupeneus trong họ Cá phèn. Loài này được mô tả lần đầu tiên vào năm 1793.

## Từ nguyên
Tính từ định danh maculatus trong tiếng Latinh mang nghĩa là "lốm đốm", hàm ý đề cập đến 3 đốm đen lớn ở hai bên thân loài cá này.

## Phân bố và môi trường sống
P. maculatus có phân bố ở bờ tây Đại Tây Dương, từ Bermuda và bang New Jersey dọc theo bờ biển phía đông và nam Hoa Kỳ, qua khắp vịnh México và biển Caribe, dọc theo bờ biển Nam Mỹ đến bang Santa Catarina (Brasil), bao gồm quần đảo Fernando de Noronha xa bờ; tuy nhiên, hiếm thấy loài này ở phía bắc Florida và có lẽ cũng không còn xuất hiện ở vùng biển ngoài khơi cửa sông Orinoco và sông Amazon.
P. maculatus sống ở vùng biển gần bờ trên nền đáy cát và đá gần ám tiêu, độ sâu đến ít nhất là 110 m, cá con thường tập trung ở các thảm cỏ biển.

## Mô tả

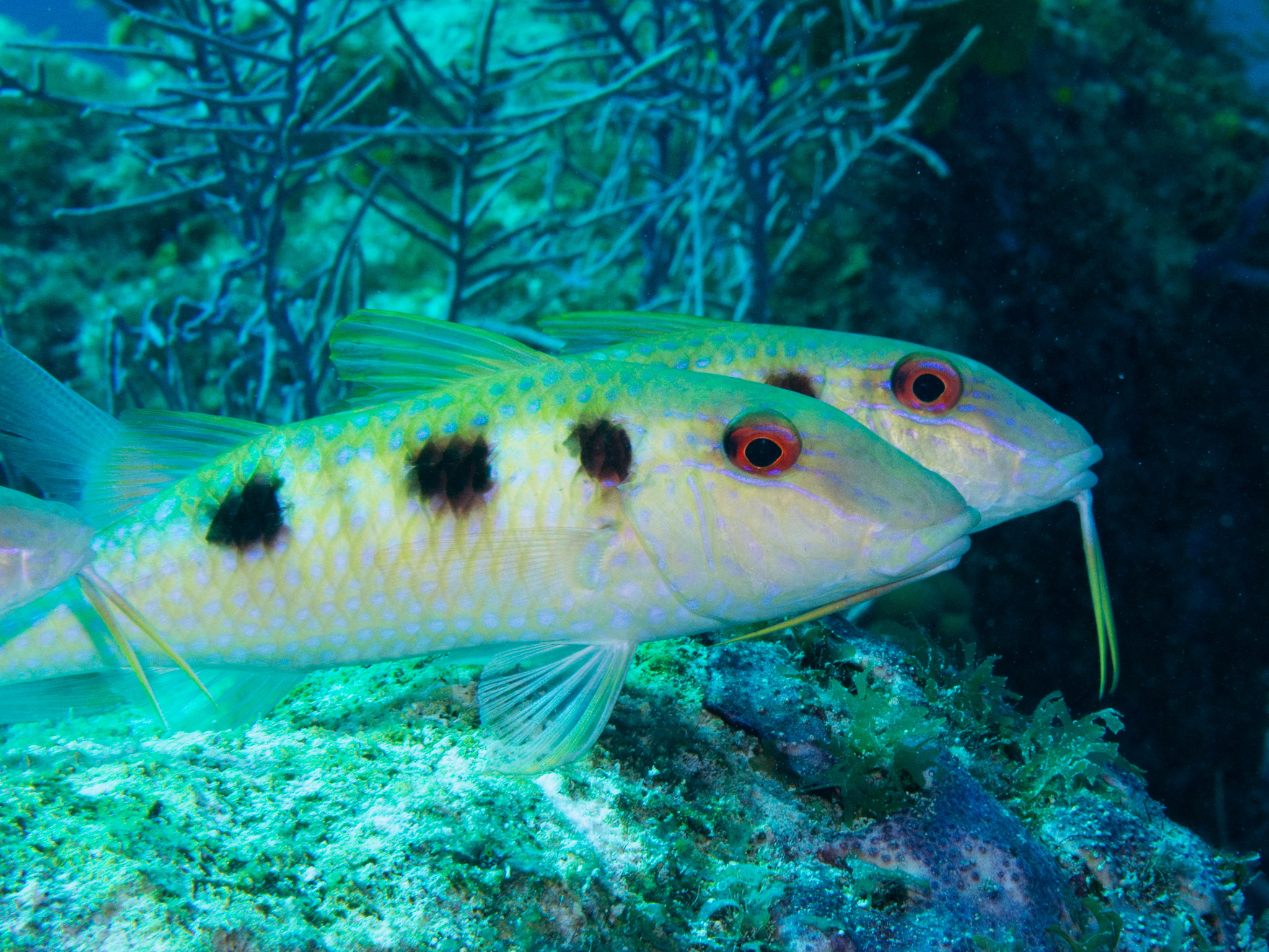
P. maculatus (màu xám bạc)

Chiều dài cơ thể lớn nhất được ghi nhận ở P. maculatus là 30 cm. Hai râu dày màu vàng dưới cằm là các cơ quan xúc giác và vị giác thật sự của cá, đồng thời được dùng để bới trầm tích. Khi nghỉ ngơi, các râu này được gập lại và cất vào một rãnh ở hàm dưới. Cá đực lớn hơn cá cái, đường cong lưng nhô cao hơn và nét mặt góc cạnh hơn, cá cái có thân thon hơn với nét mặt xiên.
Cá có 3 đốm lớn màu đen phớt đỏ ở hai bên thân. Đầu có các vạch chéo màu xanh lam óng. Vảy ở lưng viền màu nâu đỏ hoặc vàng nâu, vảy trên thân tạo thành các hàng chấm xanh. Cơ thể có màu sắc thay đổi từ xám bạc sang đỏ hồng. Các vệt đỏ lớn có thể ẩn hiện nhanh chóng trên đầu và thân.
Số gai vây lưng: 8–9; Số tia vây lưng: 8; Số tia vây ngực: 13–15.

## Sinh thái

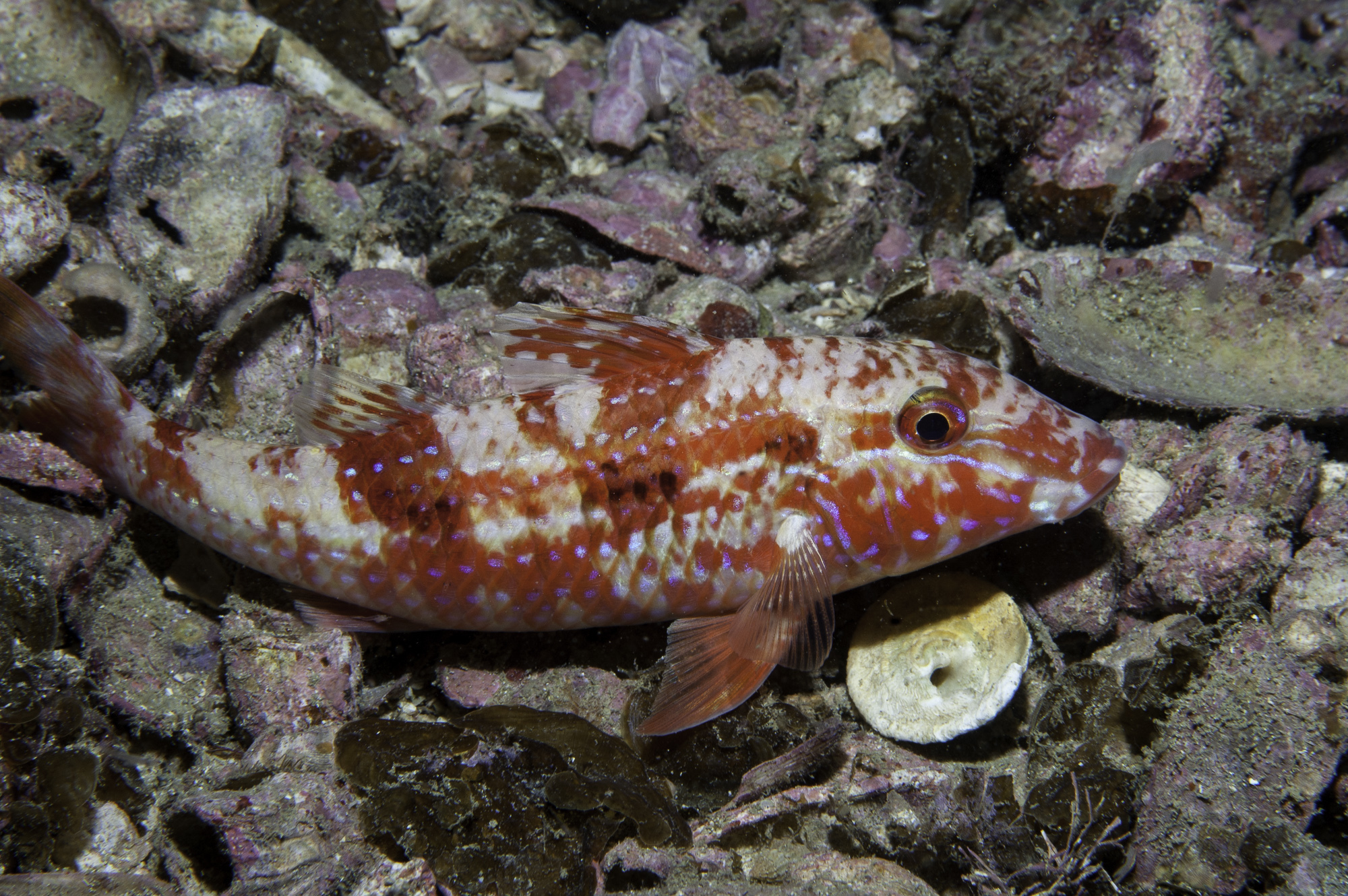
P. maculatus (lốm đốm vệt đỏ)

P. maculatus là loài ăn tạp, thức ăn của chúng bao gồm giáp xác, nhuyễn thể, da gai, cá xương (cá chìa vôi Syngnathidae) và giun nhiều tơ. Tập tính ăn sinh vật đáy và khả năng làm xáo trộn nền đáy mềm khi kiếm ăn khiến P. maculatus trở thành loài trung tâm quan trọng đối với nhiều loài cá có tập tính bơi theo sau (gọi là loài "kiếm ăn cơ hội") trong quần xã cá rạn san hô tại Fernando de Noronha. Nhóm P. maculatus trung tâm càng lớn thì mức độ đa dạng loài và số lượng cá thể bơi theo sau càng nhiều. Ngoài ra, kích thước của các cá thể theo sau cũng tăng lên tương ứng với kích thước của nhóm P. maculatus đang kiếm ăn.
Tuổi thọ cao nhất được ghi nhận ở P. maculatus là 4 năm tuổi. Thời gian sinh sản của P. maculatus diễn ra vào tháng 3–4 và tháng 9–10. Chúng sinh sản theo đàn lớn và phóng thích trứng sau màn bơi đứng thẳng ngắn và nhanh.

## Thương mại
P. maculatus có ý nghĩa thương mại đối với ngành thủy sản và buôn bán cá cảnh. Loài cá này được đánh bắt bằng nơm khắp vùng Caribe, đặc biệt được ưa chuộng ở Jamaica. Có một hoạt động thương mại chuyên khai thác P. maculatus ở ngoài khơi đảo Vieques, Puerto Rico. Ở Pedernales (Cộng hòa Dominica), P. maculatus được đánh bắt ngoài ý muốn trong nghề khai thác tôm hùm. P. maculatus cũng đang được khai thác thương mại ngoài khơi Pernambuco (Brasil), nơi mà thịt của chúng được đánh giá cao và còn được xem là một loài cá cảnh. Tuy vậy, áp lực khai thác đối với loài này ở vịnh México nhìn chung còn thấp.
P. maculatus có thể gây ngộ độc ciguatera ở vùng phía đông của biển Caribe.